# Interlands Hongaars voetbalelftal 1950-1959
Deze pagina toont een chronologisch en gedetailleerd overzicht van de interlands die het Hongaars voetbalelftal heeft gespeeld in de periode 1950 – 1959.

## Interlands

### 1950
|                                                                       |                                                                  |       |                   |                                                                                             |
| 30 april Vriendschappelijk № 275 «onderlinge duels» 17:00 uur (UTC+2) | Hongarije                                                        | 5 – 0 | Tsjecho-Slowakije | Megyeri úti stadion, Boedapest Toeschouwers: 47.000 Scheidsrechter: Ştefan Alexandriu (ROU) |
| 30 april Vriendschappelijk № 275 «onderlinge duels» 17:00 uur (UTC+2) | Ferenc Puskás 38', 85' Sándor Kocsis 58', 70' Gyula Szilágyi 65' |       |                   | Megyeri úti stadion, Boedapest Toeschouwers: 47.000 Scheidsrechter: Ştefan Alexandriu (ROU) |

|                                                                     |                                                                                    |       |                                                               |                                                                                 |
| 14 mei Vriendschappelijk № 276 «onderlinge duels» 16:30 uur (UTC+1) | Oostenrijk                                                                         | 5 – 3 | Hongarije                                                     | Prater-Stadion, Wenen Toeschouwers: 63.000 Scheidsrechter: Gunnar Dahlner (SWE) |
| 14 mei Vriendschappelijk № 276 «onderlinge duels» 16:30 uur (UTC+1) | Robert Dienst 7' Karl Decker 19' (pen.), 68' Lukas Aurednik 47' Ernst Melchior 72' |       | 16' Sándor Kocsis 25' (pen.) Ferenc Puskás 63' Gyula Szilágyi | Prater-Stadion, Wenen Toeschouwers: 63.000 Scheidsrechter: Gunnar Dahlner (SWE) |

|                                                                     |                                           |       |                                                       |                                                                                                |
| 4 juni Vriendschappelijk № 277 «onderlinge duels» 18:00 uur (UTC+1) | Polen                                     | 2 – 5 | Hongarije                                             | Wojska Polskiegostadion, Warschau Toeschouwers: 47.000 Scheidsrechter: Ştefan Alexandriu (ROU) |
| 4 juni Vriendschappelijk № 277 «onderlinge duels» 18:00 uur (UTC+1) | Zdzisław Mordarski 24' Gerard Cieślik 80' |       | 10' (pen.), 63' Ferenc Puskás 38', 48' Gyula Szilágyi | Wojska Polskiegostadion, Warschau Toeschouwers: 47.000 Scheidsrechter: Ştefan Alexandriu (ROU) |

|                                                                           | |        |         |                                                                                           |
| 24 september Vriendschappelijk № 278 «onderlinge duels» 15:30 uur (UTC+2) | Hongarije | 12 – 0 | Albanië | Megyeri úti stadion, Boedapest Toeschouwers: 38.000 Scheidsrechter: Jozef Nemčovský (TCH) |
| 24 september Vriendschappelijk № 278 «onderlinge duels» 15:30 uur (UTC+2) | Ferenc Puskás 18', 36', 75', 82' László Budai 33', 52', 60', 65' Péter Palotás 39', 50' Sándor Kocsis 42', 53' |        |         | Megyeri úti stadion, Boedapest Toeschouwers: 38.000 Scheidsrechter: Jozef Nemčovský (TCH) |

|                                                                         |                                                |       |                                            |                                                                                         |
| 29 oktober Vriendschappelijk № 279 «onderlinge duels» 14:00 uur (UTC+1) | Hongarije                                      | 4 – 3 | Oostenrijk                                 | Megyeri úti stadion, Boedapest Toeschouwers: 45.000 Scheidsrechter: Arthur Blythe (ENG) |
| 29 oktober Vriendschappelijk № 279 «onderlinge duels» 14:00 uur (UTC+1) | Ferenc Puskás 10', 13', 90' Gyula Szilágyi 67' |       | 24', 52' Theodor Wagner 85' Ernst Melchior | Megyeri úti stadion, Boedapest Toeschouwers: 45.000 Scheidsrechter: Arthur Blythe (ENG) |

|                                                                          |                   |       |                   |                                                                                   |
| 12 november Vriendschappelijk № 280 «onderlinge duels» 14:00 uur (UTC+2) | Bulgarije         | 1 – 1 | Hongarije         | C.D.N.V. Stadion, Sofia Toeschouwers: 30.000 Scheidsrechter: Jaroslav Vlček (TCH) |
| 12 november Vriendschappelijk № 280 «onderlinge duels» 14:00 uur (UTC+2) | Gyula Szilágyi 4' |       | 2' Arsen Dimitrov | C.D.N.V. Stadion, Sofia Toeschouwers: 30.000 Scheidsrechter: Jaroslav Vlček (TCH) |

### 1951
|                                                                     |                                                                                          |       |       |                                                                                          |
| 27 mei Vriendschappelijk № 281 «onderlinge duels» 17:00 uur (UTC+1) | Hongarije                                                                                | 6 – 0 | Polen | Megyeri úti stadion, Boedapest Toeschouwers: 42.000 Scheidsrechter: Jaroslav Vlček (TCH) |
| 27 mei Vriendschappelijk № 281 «onderlinge duels» 17:00 uur (UTC+1) | Sándor Kocsis 27', 70' Károly Sándor 37' Ferenc Puskás 72', 75' (pen.) Zoltán Czibor 82' |       |       | Megyeri úti stadion, Boedapest Toeschouwers: 42.000 Scheidsrechter: Jaroslav Vlček (TCH) |

|                                                                         |                      |       |                        |                                                                                          |
| 14 oktober Vriendschappelijk № 283 «onderlinge duels» 15:00 uur (UTC+1) | Tsjecho-Slowakije    | 1 – 2 | Hongarije              | Stadion V.Ž.K.G., Ostrava Toeschouwers: 40.000 Scheidsrechter: Franciszek Fronczyk (POL) |
| 14 oktober Vriendschappelijk № 283 «onderlinge duels» 15:00 uur (UTC+1) | Jaroslav Vejvoda 24' |       | 21', 87' Sándor Kocsis | Stadion V.Ž.K.G., Ostrava Toeschouwers: 40.000 Scheidsrechter: Franciszek Fronczyk (POL) |

|                                                                          | |       |         |                                                                                          |
| 18 november Vriendschappelijk № 283 «onderlinge duels» 13:30 uur (UTC+1) | Hongarije                                                                                            | 8 – 0 | Finland | Megyeri úti stadion, Boedapest Toeschouwers: 40.000 Scheidsrechter: Jaroslav Vlček (TCH) |
| 18 november Vriendschappelijk № 283 «onderlinge duels» 13:30 uur (UTC+1) | Nándor Hidegkuti 9', 28', 85' Sándor Kocsis 23', 31' Zoltán Czibor 54' Ferenc Puskás 69' (pen.), 71' |       |         | Megyeri úti stadion, Boedapest Toeschouwers: 40.000 Scheidsrechter: Jaroslav Vlček (TCH) |

### 1952
|                                                                     |                                                                                           |       |                                |                                                                               |
| 18 mei Vriendschappelijk № 284 «onderlinge duels» 17:00 uur (UTC+1) | Hongarije Nándor Hidegkuti 14', 73' Ferenc Szusza 19' Sándor Kocsis 59' Károly Sándor 84' | 5 – 0 | Duitse Democratische Republiek | Üllői Út, Boedapest Toeschouwers: 38.000 Scheidsrechter: Józef Szlejfer (POL) |
| 18 mei Vriendschappelijk № 284 «onderlinge duels» 17:00 uur (UTC+1) |                                                                                           |       |                                | Üllői Út, Boedapest Toeschouwers: 38.000 Scheidsrechter: Józef Szlejfer (POL) |

|                                                                     |             |       |                   |                                                                                   |
| 24 mei Vriendschappelijk № 285 «onderlinge duels» 18:30 uur (UTC+3) | Sovjet-Unie | 1 – 1 | Hongarije         | Dinamostadion, Moskou Toeschouwers: 80.000 Scheidsrechter: Nikolay Latyshev (URS) |
| 24 mei Vriendschappelijk № 285 «onderlinge duels» 18:30 uur (UTC+3) | ?           |       | 50' Péter Palotás | Dinamostadion, Moskou Toeschouwers: 80.000 Scheidsrechter: Nikolay Latyshev (URS) |

|                                                                     |             |       |                   |                                                                              |
| 27 mei Vriendschappelijk № 286 «onderlinge duels» 18:30 uur (UTC+3) | Sovjet-Unie | 2 – 1 | Hongarije         | Dinamostadion, Moskou Toeschouwers: 80.000 Scheidsrechter: Pyotr Belov (URS) |
| 27 mei Vriendschappelijk № 286 «onderlinge duels» 18:30 uur (UTC+3) | ?           |       | 56' Ferenc Puskás | Dinamostadion, Moskou Toeschouwers: 80.000 Scheidsrechter: Pyotr Belov (URS) |

|                                                                      |                   |       |                                                                   |                                                                                             |
| 15 juni Vriendschappelijk № 287 «onderlinge duels» 17:45 uur (UTC+1) | Polen             | 1 – 5 | Hongarije                                                         | Wojska Polskiegostadion, Warschau Toeschouwers: 40.000 Scheidsrechter: Józef Szlejfer (POL) |
| 15 juni Vriendschappelijk № 287 «onderlinge duels» 17:45 uur (UTC+1) | Henryk Alszer 56' |       | 7', 42' Sándor Kocsis 25', 32' Ferenc Puskás 27' Nándor Hidegkuti | Wojska Polskiegostadion, Warschau Toeschouwers: 40.000 Scheidsrechter: Józef Szlejfer (POL) |

|                                                                      |                       |       |                                                                                   |                                                                                            |
| 22 juni Vriendschappelijk № 288 «onderlinge duels» 15:00 uur (UTC+2) | Finland               | 1 – 6 | Hongarije                                                                         | Olympisch Stadion, Helsinki Toeschouwers: 17.634 Scheidsrechter: John Erik Andersson (SWE) |
| 22 juni Vriendschappelijk № 288 «onderlinge duels» 15:00 uur (UTC+2) | Kalevi Lehtovirta 57' |       | 11' Ferenc Puskás 31' József Bozsik 49', 80', 84' Sándor Kocsis 75' Péter Palotás | Olympisch Stadion, Helsinki Toeschouwers: 17.634 Scheidsrechter: John Erik Andersson (SWE) |

| Olympische Zomerspelen 1952 |
| --------------------------- |

|                                                                                |                                     |       |               |                                                                                                |
| 15 juli Olympische Spelen Voorronde № 289 «onderlinge duels» 19:00 uur (UTC+2) | Hongarije                           | 2 – 1 | Roemenië      | Kupittaan jalkapallostadion, Turku Toeschouwers: 10.588 Scheidsrechter: Nikolay Latyshev (URS) |
| 15 juli Olympische Spelen Voorronde № 289 «onderlinge duels» 19:00 uur (UTC+2) | Zoltán Czibor 22' Sándor Kocsis 73' |       | 85' Ioan Suru | Kupittaan jalkapallostadion, Turku Toeschouwers: 10.588 Scheidsrechter: Nikolay Latyshev (URS) |

|                                                                                   |                             |       |        |                                                                                            |
| 21 juli Olympische Spelen Eerste ronde № 290 «onderlinge duels» 19:00 uur (UTC+2) | Hongarije                   | 3 – 0 | Italië | Töölön Pallokenttä, Helsinki Toeschouwers: 13.870 Scheidsrechter: Karel van der Meer (NED) |
| 21 juli Olympische Spelen Eerste ronde № 290 «onderlinge duels» 19:00 uur (UTC+2) | Palotás 11', 20' Kocsis 83' |       |        | Töölön Pallokenttä, Helsinki Toeschouwers: 13.870 Scheidsrechter: Karel van der Meer (NED) |

|                                                                                  | |       |           |                                                                                  |
| 24 juli Olympische Spelen Kwartfinale № 291 «onderlinge duels» 19:00 uur (UTC+2) | Hongarije                                                                                           | 7 – 1 | Turkije   | Kotkan Urheilukeskus, Kotka Toeschouwers: 4.743 Scheidsrechter: Wolf Karni (FIN) |
| 24 juli Olympische Spelen Kwartfinale № 291 «onderlinge duels» 19:00 uur (UTC+2) | Péter Palotás 18' Sándor Kocsis 32', 72' Mihály Lantos 48' Ferenc Puskás 64', 90' József Bozsik 70' |       | 57' Guder | Kotkan Urheilukeskus, Kotka Toeschouwers: 4.743 Scheidsrechter: Wolf Karni (FIN) |

|                                                                                   | |       |        |                                                                                     |
| 28 juli Olympische Spelen Halve finale № 292 «onderlinge duels» 19:00 uur (UTC+2) | Hongarije                                                                                             | 6 – 0 | Zweden | Olympisch Stadion, Helsinki Toeschouwers: 30.471 Scheidsrechter: William Ling (ENG) |
| 28 juli Olympische Spelen Halve finale № 292 «onderlinge duels» 19:00 uur (UTC+2) | Ferenc Puskás 1' Péter Palotás 16' Gustaf Lind 36' (e.d.) Sándor Kocsis 58', 63' Nándor Hidegkuti 59' |       |        | Olympisch Stadion, Helsinki Toeschouwers: 30.471 Scheidsrechter: William Ling (ENG) |

|                                                                                |                                     |       |             |                                                                                     |
| 2 augustus Olympische Spelen Finale № 293 «onderlinge duels» 19:00 uur (UTC+2) | Hongarije                           | 2 – 0 | Joegoslavië | Olympisch Stadion, Helsinki Toeschouwers: 58.553 Scheidsrechter: Arthur Ellis (ENG) |
| 2 augustus Olympische Spelen Finale № 293 «onderlinge duels» 19:00 uur (UTC+2) | Ferenc Puskás 70' Zoltán Czibor 88' |       |             | Olympisch Stadion, Helsinki Toeschouwers: 58.553 Scheidsrechter: Arthur Ellis (ENG) |

|  |  |  |  |  |  |  |  |  |

| |                     |       |                                                               |                                                                        |
| 20 september Centraal-Europese Internationale Beker 1948-1953 № 294 «onderlinge duels» 17:00 uur (UTC+1) | Zwitserland         | 2 – 4 | Hongarije                                                     | Wankdorf, Bern Toeschouwers: 30.000 Scheidsrechter: Arthur Ellis (ENG) |
| 20 september Centraal-Europese Internationale Beker 1948-1953 № 294 «onderlinge duels» 17:00 uur (UTC+1) | Hügi 15' Fatton 36' |       | 36', 45' Ferenc Puskás 56' Sándor Kocsis 74' Nándor Hidegkuti | Wankdorf, Bern Toeschouwers: 30.000 Scheidsrechter: Arthur Ellis (ENG) |

|                                                                         |                                                                 |       |                   |                                                                                          |
| 19 oktober Vriendschappelijk № 295 «onderlinge duels» 14:30 uur (UTC+1) | Hongarije                                                       | 5 – 0 | Tsjecho-Slowakije | Megyeri úti stadion, Boedapest Toeschouwers: 48.000 Scheidsrechter: Józef Szlejfer (POK) |
| 19 oktober Vriendschappelijk № 295 «onderlinge duels» 14:30 uur (UTC+1) | Nándor Hidegkuti 5' Béla Egresi 14' Sándor Kocsis 27', 37', 78' |       |                   | Megyeri úti stadion, Boedapest Toeschouwers: 48.000 Scheidsrechter: Józef Szlejfer (POK) |

### 1953
|                                                                       |                   |       |                     |                                                                                      |
| 26 april Vriendschappelijk № 296 «onderlinge duels» 17:00 uur (UTC+1) | Hongarije         | 1 – 1 | Oostenrijk          | Megyeri úti stadion, Boedapest Toeschouwers: 44.000 Scheidsrechter: Bill Evans (ENG) |
| 26 april Vriendschappelijk № 296 «onderlinge duels» 17:00 uur (UTC+1) | Zoltán Czibor 43' |       | 16' Rainer Hinesser | Megyeri úti stadion, Boedapest Toeschouwers: 44.000 Scheidsrechter: Bill Evans (ENG) |

| |        |                               |           |                                                                             |
| 17 mei Centraal-Europese Internationale Beker 1948-1953 № 297 «onderlinge duels» 16:15 uur (UTC+1) | Italië | 0 – 3                         | Hongarije | Stadio Olimpico, Rome Toeschouwers: 80.000 Scheidsrechter: Bill Evans (ENG) |
| 17 mei Centraal-Europese Internationale Beker 1948-1953 № 297 «onderlinge duels» 16:15 uur (UTC+1) |        | 41' Hidegkuti 63', 68' Puskás |           | Stadio Olimpico, Rome Toeschouwers: 80.000 Scheidsrechter: Bill Evans (ENG) |

|                                                                     |                                         |       |                                                                           |                                                                                     |
| 5 juli Vriendschappelijk № 298 «onderlinge duels» 19:00 uur (UTC+2) | Zweden                                  | 2 – 4 | Hongarije                                                                 | Råsundastadion, Solna Toeschouwers: 35.867 Scheidsrechter: Karel van der Meer (NED) |
| 5 juli Vriendschappelijk № 298 «onderlinge duels» 19:00 uur (UTC+2) | Gösta Sandberg 29' Nils Åke Sandell 62' |       | 20' Ferenc Puskás 53' László Budai 76' Sándor Kocsis 78' Nándor Hidegkuti | Råsundastadion, Solna Toeschouwers: 35.867 Scheidsrechter: Karel van der Meer (NED) |

|                                                                        |                     |       |                                                                               |                                                                                                  |
| 4 oktober Vriendschappelijk № 299 «onderlinge duels» 14:00 uur (UTC+1) | Tsjecho-Slowakije   | 1 – 5 | Hongarije                                                                     | Stadion Československé Armády, Praag Toeschouwers: 47.000 Scheidsrechter: Walter Reinhardt (FRG) |
| 4 oktober Vriendschappelijk № 299 «onderlinge duels» 14:00 uur (UTC+1) | Ladislav Kačáni 39' |       | 18', 42' Lajos Csordás 20' Nándor Hidegkuti 24' Mihály Tóth 71' Ferenc Puskás | Stadion Československé Armády, Praag Toeschouwers: 47.000 Scheidsrechter: Walter Reinhardt (FRG) |

|                                                                        |                |       |                    | |
| 4 oktober Vriendschappelijk № 300 «onderlinge duels» 16:15 uur (UTC+2) | Bulgarije      | 1 – 1 | Hongarije          | Vasil Levski Nationaal Stadion, Sofia Toeschouwers: 50.000 Scheidsrechter: Metoděj Charouzek (TCH) |
| 4 oktober Vriendschappelijk № 300 «onderlinge duels» 16:15 uur (UTC+2) | Ivan Kolev 74' |       | 39' Gyula Szilágyi | Vasil Levski Nationaal Stadion, Sofia Toeschouwers: 50.000 Scheidsrechter: Metoděj Charouzek (TCH) |

|                                                                         |                                     |       |                                             |                                                                                  |
| 11 oktober Vriendschappelijk № 301 «onderlinge duels» 15:30 uur (UTC+1) | Oostenrijk                          | 2 – 3 | Hongarije                                   | Prater-Stadion, Wenen Toeschouwers: 65.000 Scheidsrechter: René Baumberger (SUI) |
| 11 oktober Vriendschappelijk № 301 «onderlinge duels» 15:30 uur (UTC+1) | Ernst Happel 55' Theodor Wagner 85' |       | 57' Lajos Csordás 65', 74' Nándor Hidegkuti | Prater-Stadion, Wenen Toeschouwers: 65.000 Scheidsrechter: René Baumberger (SUI) |

|                                                                          |                                     |       |                                    |                                                                                |
| 15 november Vriendschappelijk № 302 «onderlinge duels» 13:30 uur (UTC+1) | Hongarije                           | 2 – 2 | Zweden                             | Népstadion, Boedapest Toeschouwers: 80.000 Scheidsrechter: Erich Steiner (AUT) |
| 15 november Vriendschappelijk № 302 «onderlinge duels» 13:30 uur (UTC+1) | Péter Palotás 74' Zoltán Czibor 78' |       | 60' Henry Källgren 86' Kurt Hamrin | Népstadion, Boedapest Toeschouwers: 80.000 Scheidsrechter: Erich Steiner (AUT) |

|                                                                        |                                                            |       |                                                                        |                                                                              |
| 25 november Vriendschappelijk № 303 «onderlinge duels» 14:15 uur (UTC) | Engeland                                                   | 3 – 6 | Hongarije                                                              | Wembley Stadium, Londen Toeschouwers: 100.000 Scheidsrechter: Leo Horn (NED) |
| 25 november Vriendschappelijk № 303 «onderlinge duels» 14:15 uur (UTC) | Jackie Sewell 14' Stan Mortensen 38' Alf Ramsey 57' (pen.) |       | 1', 22', 53' Nándor Hidegkuti 25', 29' Ferenc Puskás 50' József Bozsik | Wembley Stadium, Londen Toeschouwers: 100.000 Scheidsrechter: Leo Horn (NED) |

### 1954
|                                                                          |        |                                             |           |                                                                                                |
| 12 februari Vriendschappelijk № 304 «onderlinge duels» 15:00 uur (UTC+2) | Egypte | 0 – 3                                       | Hongarije | Prince Farouk Stadion, Caïro Toeschouwers: 28.000 Scheidsrechter: Vasilis Diamantopoulos (GRE) |
| 12 februari Vriendschappelijk № 304 «onderlinge duels» 15:00 uur (UTC+2) |        | 14', 59' Ferenc Puskás 62' Nándor Hidegkuti |           | Prince Farouk Stadion, Caïro Toeschouwers: 28.000 Scheidsrechter: Vasilis Diamantopoulos (GRE) |

|                                                                       |            |                         |           |                                                                                   |
| 11 april Vriendschappelijk № 305 «onderlinge duels» 16:30 uur (UTC+1) | Oostenrijk | 0 – 1                   | Hongarije | Prater-Stadion, Wenen Toeschouwers: 62.000 Scheidsrechter: Giorgio Bernardi (ITA) |
| 11 april Vriendschappelijk № 305 «onderlinge duels» 16:30 uur (UTC+1) |            | 43' (e.d.) Ernst Happel |           | Prater-Stadion, Wenen Toeschouwers: 62.000 Scheidsrechter: Giorgio Bernardi (ITA) |

|                                                                     | |       |                  |                                                                                   |
| 23 mei Vriendschappelijk № 306 «onderlinge duels» 17:30 uur (UTC+1) | Hongarije                                                                                           | 7 – 1 | Engeland         | Népstadion, Boedapest Toeschouwers: 92.000 Scheidsrechter: Giorgio Bernardi (ITA) |
| 23 mei Vriendschappelijk № 306 «onderlinge duels» 17:30 uur (UTC+1) | Mihály Lantos 8' Ferenc Puskás 21', 73' Sándor Kocsis 31', 56' József Tóth 60' Nándor Hidegkuti 62' |       | 68' Ivor Broadis | Népstadion, Boedapest Toeschouwers: 92.000 Scheidsrechter: Giorgio Bernardi (ITA) |

| Wereldkampioenschap voetbal 1954 |
| -------------------------------- |

|                                                                    |            | |           |                                                                              |
| 17 juni WK 1954 Groep B № 307 «onderlinge duels» 18:00 uur (UTC+1) | Zuid-Korea | 0 – 9 | Hongarije | Hardturm, Zürich Toeschouwers: 13.000 Scheidsrechter: Raymond Vincenti (FRA) |
| 17 juni WK 1954 Groep B № 307 «onderlinge duels» 18:00 uur (UTC+1) |            | 12', 89' Ferenc Puskás 18' Mihály Lantos 24', 36', 50' Sándor Kocsis 59' Zoltán Czibor 75', 83' Péter Palotás |           | Hardturm, Zürich Toeschouwers: 13.000 Scheidsrechter: Raymond Vincenti (FRA) |

|                                                                    |                                                       |       |                                                                                             |                                                                               |
| 20 juni WK 1954 Groep B № 308 «onderlinge duels» 17:00 uur (UTC+1) | West-Duitsland                                        | 3 – 8 | Hongarije                                                                                   | St. Jakob-Park, Bazel Toeschouwers: 56.000 Scheidsrechter: William Ling (ENG) |
| 20 juni WK 1954 Groep B № 308 «onderlinge duels» 17:00 uur (UTC+1) | Alfred Pfaff 25' Helmut Rahn 77' Richard Herrmann 84' |       | 3', 21', 69', 78' Sándor Kocsis 17' Ferenc Puskás 52', 54' Nándor Hidegkuti 75' József Tóth | St. Jakob-Park, Bazel Toeschouwers: 56.000 Scheidsrechter: William Ling (ENG) |

|                                                                        |                                      |       |                                                             |                                                                        |
| 27 juni WK 1954 Kwartfinale № 309 «onderlinge duels» 17:00 uur (UTC+1) | Brazilië                             | 2 – 4 | Hongarije                                                   | Wankdorf, Bern Toeschouwers: 60.000 Scheidsrechter: Arthur Ellis (ENG) |
| 27 juni WK 1954 Kwartfinale № 309 «onderlinge duels» 17:00 uur (UTC+1) | Djalma Santos 18' (pen.) Julinho 65' |       | Hidegkuti 4' Sándor Kocsis 7', 88' Mihály Lantos 60' (pen.) | Wankdorf, Bern Toeschouwers: 60.000 Scheidsrechter: Arthur Ellis (ENG) |

|                                                                         |                       |       |                                                                 | |
| 30 juni WK 1954 Halve finale № 310 «onderlinge duels» 18:00 uur (UTC+1) | Uruguay               | 2 – 4 | Hongarije                                                       | Stade Olympique de la Pontaise, Lausanne Toeschouwers: 37.000 Scheidsrechter: Benjamin Griffiths (WAL) |
| 30 juni WK 1954 Halve finale № 310 «onderlinge duels» 18:00 uur (UTC+1) | Juan Hohberg 75', 86' |       | 13' Zoltán Czibor 46' Nándor Hidegkuti 111', 116' Sándor Kocsis | Stade Olympique de la Pontaise, Lausanne Toeschouwers: 37.000 Scheidsrechter: Benjamin Griffiths (WAL) |

|                                                                  |                                      |       |                                   |                                                                        |
| 4 juli WK 1954 Finale № 311 «onderlinge duels» 17:00 uur (UTC+1) | West-Duitsland                       | 3 – 2 | Hongarije                         | Wankdorf, Bern Toeschouwers: 62.472 Scheidsrechter: William Ling (ENG) |
| 4 juli WK 1954 Finale № 311 «onderlinge duels» 17:00 uur (UTC+1) | Max Morlock 10' Helmut Rahn 18', 84' |       | 6' Ferenc Puskás 8' Zoltán Czibor | Wankdorf, Bern Toeschouwers: 62.472 Scheidsrechter: William Ling (ENG) |

|  |  |  |  |  |  |  |  |  |

|                                                                           |                                                                  |       |                |                                                                                    |
| 19 september Vriendschappelijk № 312 «onderlinge duels» 16:30 uur (UTC+1) | Hongarije                                                        | 5 – 1 | Roemenië       | Népstadion, Boedapest Toeschouwers: 93.000 Scheidsrechter: Metoděj Charouzek (TCH) |
| 19 september Vriendschappelijk № 312 «onderlinge duels» 16:30 uur (UTC+1) | Sándor Kocsis 21', 34' ándor Hidegkuti 43', 53' László Budai 67' |       | 23' Titus Ozon | Népstadion, Boedapest Toeschouwers: 93.000 Scheidsrechter: Metoděj Charouzek (TCH) |

|                                                                           |                     |       |                   |                                                                               |
| 26 september Vriendschappelijk № 313 «onderlinge duels» 16:00 uur (UTC+3) | Sovjet-Unie         | 1 – 1 | Hongarije         | Dinamostadion, Moskou Toeschouwers: 54.000 Scheidsrechter: Arthur Ellis (ENG) |
| 26 september Vriendschappelijk № 313 «onderlinge duels» 16:00 uur (UTC+3) | Sergej Salnikov 14' |       | 59' Sándor Kocsis | Dinamostadion, Moskou Toeschouwers: 54.000 Scheidsrechter: Arthur Ellis (ENG) |

|                                                                         |                                          |       |             |                                                                           |
| 10 oktober Vriendschappelijk № 314 «onderlinge duels» 15:00 uur (UTC+1) | Hongarije                                | 3 – 0 | Zwitserland | Népstadion, Boedapest Toeschouwers: 94.000 Scheidsrechter: Leo Horn (NED) |
| 10 oktober Vriendschappelijk № 314 «onderlinge duels» 15:00 uur (UTC+1) | Sándor Kocsis 19', 32' József Bozsik 83' |       |             | Népstadion, Boedapest Toeschouwers: 94.000 Scheidsrechter: Leo Horn (NED) |

|                                                                         |                                               |       |                    |                                                                                          |
| 24 oktober Vriendschappelijk № 315 «onderlinge duels» 14:30 uur (UTC+1) | Hongarije                                     | 4 – 1 | Tsjecho-Slowakije  | Népstadion, Boedapest Toeschouwers: 93.000 Scheidsrechter: Grzegorz Aleksandrowicz (POL) |
| 24 oktober Vriendschappelijk № 315 «onderlinge duels» 14:30 uur (UTC+1) | Sándor Kocsis 11', 60', 74' Károly Sándor 53' |       | 90' Arnošt Pazdera | Népstadion, Boedapest Toeschouwers: 93.000 Scheidsrechter: Grzegorz Aleksandrowicz (POL) |

|                                                                          |                                                                        |       |                     |                                                                                     |
| 14 november Vriendschappelijk № 316 «onderlinge duels» 14:00 uur (UTC+1) | Hongarije                                                              | 4 – 1 | Oostenrijk          | Népstadion, Boedapest Toeschouwers: 94.000 Scheidsrechter: Vincenzo Orlandini (ITA) |
| 14 november Vriendschappelijk № 316 «onderlinge duels» 14:00 uur (UTC+1) | Zoltán Czibor 8' Péter Palotás 51' Sándor Kocsis 67' Károly Sándor 80' |       | 23' Gerhard Hanappi | Népstadion, Boedapest Toeschouwers: 94.000 Scheidsrechter: Vincenzo Orlandini (ITA) |

|                                                                       |                                    |       |                                                                            |                                                                            |
| 8 december Vriendschappelijk № 317 «onderlinge duels» 14:15 uur (UTC) | Schotland                          | 2 – 4 | Hongarije                                                                  | Hampden Park, Glasgow Toeschouwers: 113.146 Scheidsrechter: Leo Horn (NED) |
| 8 december Vriendschappelijk № 317 «onderlinge duels» 14:15 uur (UTC) | Tommy Ring 36' Bobby Johnstone 46' |       | 20' József Bozsik 26' Nándor Hidegkuti 44' Károly Sándor 89' Sándor Kocsis | Hampden Park, Glasgow Toeschouwers: 113.146 Scheidsrechter: Leo Horn (NED) |

### 1955
| |                 |       |                                       |                                                                                        |
| 24 april Centraal-Europese Internationale Beker 1955-1960 № 318 «onderlinge duels» 17:00 uur (UTC+1) | Oostenrijk      | 2 – 2 | Hongarije                             | Praterstadion, Wenen Toeschouwers: 60.000 Scheidsrechter: Vasilis Diamantopoulos (GRE) |
| 24 april Centraal-Europese Internationale Beker 1955-1960 № 318 «onderlinge duels» 17:00 uur (UTC+1) | Probst 11', 30' |       | 7' Máté Fenyvesi 29' Nándor Hidegkuti | Praterstadion, Wenen Toeschouwers: 60.000 Scheidsrechter: Vasilis Diamantopoulos (GRE) |

|                                                                    |           |                                                                           |           |                                                                            |
| 8 mei Vriendschappelijk № 319 «onderlinge duels» 13:15 uur (UTC+1) | Noorwegen | 0 – 5                                                                     | Hongarije | Ullevaalstadion, Oslo Toeschouwers: 27.548 Scheidsrechter: Leo Helge (DEN) |
| 8 mei Vriendschappelijk № 319 «onderlinge duels» 13:15 uur (UTC+1) |           | 6' Sándor Kocsis 33', 55' Péter Palotás 49' Ferenc Puskás 74' Lajos Tichy |           | Ullevaalstadion, Oslo Toeschouwers: 27.548 Scheidsrechter: Leo Helge (DEN) |

|                                                                     |                                                                |       |                                                                                                  |                                                                                 |
| 11 mei Vriendschappelijk № 320 «onderlinge duels» 18:30 uur (UTC+1) | Zweden                                                         | 3 – 7 | Hongarije                                                                                        | Råsundastadion, Solna Toeschouwers: 38.690 Scheidsrechter: Aksel Asmussen (DEN) |
| 11 mei Vriendschappelijk № 320 «onderlinge duels» 18:30 uur (UTC+1) | Gösta Löfgren 39' Sven Ove Svensson 44' (pen.) Stig Isgren 66' |       | 16', 29', 81' Sándor Kocsis 20' (pen.), 77' Ferenc Puskás 25' Ferenc Szojka 47' Nándor Hidegkuti | Råsundastadion, Solna Toeschouwers: 38.690 Scheidsrechter: Aksel Asmussen (DEN) |

|                                                                     |            |                                                                      |           |                                                                                          |
| 15 mei Vriendschappelijk № 321 «onderlinge duels» 13:30 uur (UTC+1) | Denemarken | 0 – 6                                                                | Hongarije | Københavns Idrætspark, Kopenhagen Toeschouwers: 41.000 Scheidsrechter: Arthur Luty (ENG) |
| 15 mei Vriendschappelijk № 321 «onderlinge duels» 13:30 uur (UTC+1) |            | 21', 52' Sándor Kocsis 25' Péter Palotás 30', 70', 86' Károly Sándor |           | Københavns Idrætspark, Kopenhagen Toeschouwers: 41.000 Scheidsrechter: Arthur Luty (ENG) |

|                                                                     |                    |       | |                                                                                            |
| 19 mei Vriendschappelijk № 322 «onderlinge duels» 14:00 uur (UTC+2) | Finland            | 1 – 9 | Hongarije                                                                                                | Olympisch Stadion, Helsinki Toeschouwers: 28.624 Scheidsrechter: John Erik Andersson (SWE) |
| 19 mei Vriendschappelijk № 322 «onderlinge duels» 14:00 uur (UTC+2) | Matti Hiltunen 60' |       | 7', 12', 43' Péter Palotás 39' Ferenc Puskás 49' József Tóth 51', 86' Lajos Csordás 64', 67' Lajos Tichy | Olympisch Stadion, Helsinki Toeschouwers: 28.624 Scheidsrechter: John Erik Andersson (SWE) |

|                                                                     |                                                          |       |                  |                                                                                     |
| 29 mei Vriendschappelijk № 223 «onderlinge duels» 18:00 uur (UTC+2) | Hongarije                                                | 3 – 1 | Schotland        | Népstadion, Boedapest Toeschouwers: 102.000 Scheidsrechter: Friedrich Seipelt (AUT) |
| 29 mei Vriendschappelijk № 223 «onderlinge duels» 18:00 uur (UTC+2) | Nándor Hidegkuti 51' Sándor Kocsis 59' Máté Fenyvesi 68' |       | 42' Gordon Smith | Népstadion, Boedapest Toeschouwers: 102.000 Scheidsrechter: Friedrich Seipelt (AUT) |

| |                                                    |       |                                                                        | |
| 17 september Centraal-Europese Internationale Beker 1955-1960 № 324 «onderlinge duels» 17:00 uur (UTC+1) | Zwitserland                                        | 4 – 5 | Hongarije                                                              | Stade Olympique de la Pontaise, Lausanne Toeschouwers: 40.000 Scheidsrechter: Jacques Devillers (FRA) |
| 17 september Centraal-Europese Internationale Beker 1955-1960 № 324 «onderlinge duels» 17:00 uur (UTC+1) | Roger Vonlanthen 16', 43' Charles Antenen 64', 73' |       | 20', 22' Ferenc Machos 26' Sándor Kocsis 57', 85' (pen.) Ferenc Puskás | Stade Olympique de la Pontaise, Lausanne Toeschouwers: 40.000 Scheidsrechter: Jacques Devillers (FRA) |

|                                                                           |                          |       |                     |                                                                                |
| 25 september Vriendschappelijk № 325 «onderlinge duels» 16:30 uur (UTC+1) | Hongarije                | 1 – 1 | Sovjet-Unie         | Népstadion, Boedapest Toeschouwers: 103.000 Scheidsrechter: Arthur Ellis (ENG) |
| 25 september Vriendschappelijk № 325 «onderlinge duels» 16:30 uur (UTC+1) | Ferenc Puskás 87' (pen.) |       | 50' Yuriy Kuznetsov | Népstadion, Boedapest Toeschouwers: 103.000 Scheidsrechter: Arthur Ellis (ENG) |

|                                                                                                   |                   |       |                                |                                                                                                 |
| 2 oktober Centraal-Europese Internationale Beker 1955-1960 № 326 «onderlinge duels» 15:30 (UTC+1) | Tsjecho-Slowakije | 1 – 3 | Hongarije                      | Stadion Československé Armády, Praag Toeschouwers: 50.000 Scheidsrechter: Laurent Franken (BEL) |
| 2 oktober Centraal-Europese Internationale Beker 1955-1960 № 326 «onderlinge duels» 15:30 (UTC+1) | Přáda 74'         |       | 6' Kocsis 69' Czibor 84' Tichy | Stadion Československé Armády, Praag Toeschouwers: 50.000 Scheidsrechter: Laurent Franken (BEL) |

| |                                                                                           |       |                   |                                                                                      |
| 16 oktober Centraal-Europese Internationale Beker 1955-1960 № 327 «onderlinge duels» 14:30 uur (UTC+1) | Hongarije                                                                                 | 6 – 1 | Oostenrijk        | Népstadion, Boedapest Toeschouwers: 104.000 Scheidsrechter: Karel van der Meer (NED) |
| 16 oktober Centraal-Europese Internationale Beker 1955-1960 № 327 «onderlinge duels» 14:30 uur (UTC+1) | Lajos Tichy 4' Sándor Kocsis 60' Zoltán Czibor 65', 81' József Tóth 67' Ferenc Puskás 84' |       | 53' Herbert Grohs | Népstadion, Boedapest Toeschouwers: 104.000 Scheidsrechter: Karel van der Meer (NED) |

|                                                                          |                                                                       |       |                                                |                                                                               |
| 13 november Vriendschappelijk № 328 «onderlinge duels» 13:30 uur (UTC+1) | Hongarije                                                             | 4 – 2 | Zweden                                         | Népstadion, Boedapest Toeschouwers: 90.000 Scheidsrechter: Martin Macko (TCH) |
| 13 november Vriendschappelijk № 328 «onderlinge duels» 13:30 uur (UTC+1) | Lajos Tichy 13' Zoltán Czibor 14' Ferenc Puskás 50' Zoltán Czibor 60' |       | 37' (pen.) Sven Ove Svensson 65' Gösta Löfgren | Népstadion, Boedapest Toeschouwers: 90.000 Scheidsrechter: Martin Macko (TCH) |

| |                     |       |        |                                                                                   |
| 27 november Centraal-Europese Internationale Beker 1955-1960 № 329 «onderlinge duels» 14:00 uur (UTC+1) | Hongarije           | 2 – 0 | Italië | Népstadion, Boedapest Toeschouwers: 70.000 Scheidsrechter: Nikolay Latyshev (URS) |
| 27 november Centraal-Europese Internationale Beker 1955-1960 № 329 «onderlinge duels» 14:00 uur (UTC+1) | Puskás 81' Tóth 84' |       |        | Népstadion, Boedapest Toeschouwers: 70.000 Scheidsrechter: Nikolay Latyshev (URS) |

### 1956
|                                                                          |                                                       |       |                   |                                                                                        |
| 19 februari Vriendschappelijk № 330 «onderlinge duels» 14:30 uur (UTC+2) | Turkije                                               | 3 – 1 | Hongarije         | Mithatpaşastadion, Istanbul Toeschouwers: 28.241 Scheidsrechter: Vasa Stefanović (YUG) |
| 19 februari Vriendschappelijk № 330 «onderlinge duels» 14:30 uur (UTC+2) | Lefter Küçükandonyadis 6', 38' (pen.) Metin Oktay 46' |       | 81' Ferenc Puskás | Mithatpaşastadion, Istanbul Toeschouwers: 28.241 Scheidsrechter: Vasa Stefanović (YUG) |

|                                                        |         |       |                                                          |                                                                               |
| 29 februari Vriendschappelijk № 331 «onderlinge duels» | Libanon | 1 – 4 | Hongarije                                                | Beiroetstadion, Beiroet Toeschouwers: 20.000 Scheidsrechter: Nalbandian (LIB) |
| 29 februari Vriendschappelijk № 331 «onderlinge duels» | ?       |       | 32' Ferenc Machos 42' Ferenc Puskás 64', 84' Lajos Tichy | Beiroetstadion, Beiroet Toeschouwers: 20.000 Scheidsrechter: Nalbandian (LIB) |

|                                                                                                  |                                     |       |                                        |                                                                                     |
| 29 april Centraal-Europese Internationale Beker 1955-1960 № 332 «onderlinge duels» 16:30 (UTC+1) | Hongarije                           | 2 – 2 | Joegoslavië                            | Népstadion, Boedapest Toeschouwers: 100.000 Scheidsrechter: Lucien van Nuffel (BEL) |
| 29 april Centraal-Europese Internationale Beker 1955-1960 № 332 «onderlinge duels» 16:30 (UTC+1) | Máté Fenyvesi 42' József Bozsik 55' |       | 6' Bernard Vukas 75' Todor Veselinović | Népstadion, Boedapest Toeschouwers: 100.000 Scheidsrechter: Lucien van Nuffel (BEL) |

|                                                                                                |                                            |       |                                                             |                                                                              |
| 20 mei Centraal-Europese Internationale Beker 1955-1960 № 333 «onderlinge duels» 17:00 (UTC+1) | Hongarije                                  | 2 – 4 | Tsjecho-Slowakije                                           | Népstadion, Boedapest Toeschouwers: 90.000 Scheidsrechter: Leo Lemešić (YUG) |
| 20 mei Centraal-Europese Internationale Beker 1955-1960 № 333 «onderlinge duels» 17:00 (UTC+1) | Ferenc Machos 28' József Bozsik 56' (pen.) |       | 8' Jiří Feureisl 27', 55' Anton Moravčík 70' Arnošt Pazdera | Népstadion, Boedapest Toeschouwers: 90.000 Scheidsrechter: Leo Lemešić (YUG) |

|                                                                     |                                                                              |       |                                                                  |                                                                            |
| 3 juni Vriendschappelijk № 334 «onderlinge duels» 16:00 uur (UTC+1) | België                                                                       | 5 – 4 | Hongarije                                                        | Heizelstadion, Brussel Toeschouwers: 52.299 Scheidsrechter: Leo Horn (NED) |
| 3 juni Vriendschappelijk № 334 «onderlinge duels» 16:00 uur (UTC+1) | Bob Van Kerkhoven 11' (pen.) Remy Vandeweyer Denis Houf 76' László Budai 88' |       | 13' Ferenc Puskás 28', 31' Sándor Kocsis 63', 83' Richard Orlans | Heizelstadion, Brussel Toeschouwers: 52.299 Scheidsrechter: Leo Horn (NED) |

|                                                                    |                                   |       |                                     |                                                                                        |
| 9 juni Vriendschappelijk № 89 «onderlinge duels» 18:00 uur (UTC+1) | Portugal                          | 2 – 2 | Hongarije                           | Estádio Nacional, Oeiras Toeschouwers: 70.000 Scheidsrechter: Vincenzo Orlandini (ITA) |
| 9 juni Vriendschappelijk № 89 «onderlinge duels» 18:00 uur (UTC+1) | José Águas 45' Manuel Vasques 65' |       | 51' Sándor Kocsis 59' Mihály Lantos | Estádio Nacional, Oeiras Toeschouwers: 70.000 Scheidsrechter: Vincenzo Orlandini (ITA) |

|                                                                      |                                                            |       |                   |                                                                               |
| 15 juli Vriendschappelijk № 336 «onderlinge duels» 18:00 uur (UTC+2) | Hongarije                                                  | 4 – 1 | Polen             | Népstadion, Boedapest Toeschouwers: 48.000 Scheidsrechter: Ezio Damiani (YUG) |
| 15 juli Vriendschappelijk № 336 «onderlinge duels» 18:00 uur (UTC+2) | Sándor Kocsis 40', 65' Ferenc Szusza 80' Ferenc Machos 87' |       | 10' Henryk Kempny | Népstadion, Boedapest Toeschouwers: 48.000 Scheidsrechter: Ezio Damiani (YUG) |

| |             |                                 |           |                                                                                    |
| 16 september Centraal-Europese Internationale Beker 1955-1960 № 337 «onderlinge duels» 15:00 uur (UTC+1) | Joegoslavië | 1 – 3                           | Hongarije | JNA Stadion, Belgrado Toeschouwers: 55.000 Scheidsrechter: Friedrich Seipelt (AUT) |
| 16 september Centraal-Europese Internationale Beker 1955-1960 № 337 «onderlinge duels» 15:00 uur (UTC+1) |             | 5' Czibor 26' Kocsis 66' Puskás |           | JNA Stadion, Belgrado Toeschouwers: 55.000 Scheidsrechter: Friedrich Seipelt (AUT) |

|                                                                           |             |                   |           |                                                                                             |
| 23 september Vriendschappelijk № 338 «onderlinge duels» 15:00 uur (UTC+3) | Sovjet-Unie | 0 – 1             | Hongarije | Centraal Leninstadion, Moskou Toeschouwers: 102.000 Scheidsrechter: Jacques Devillers (FRA) |
| 23 september Vriendschappelijk № 338 «onderlinge duels» 15:00 uur (UTC+3) |             | 16' Zoltán Czibor |           | Centraal Leninstadion, Moskou Toeschouwers: 102.000 Scheidsrechter: Jacques Devillers (FRA) |

|                                                                        |                     |       |                                     |                                                                                                  |
| 7 oktober Vriendschappelijk № 339 «onderlinge duels» 15:00 uur (UTC+1) | Frankrijk           | 1 – 2 | Hongarije                           | Stade olympique Yves-du-Manoir, Colombes Toeschouwers: 59.457 Scheidsrechter: Cesare Jonni (ITA) |
| 7 oktober Vriendschappelijk № 339 «onderlinge duels» 15:00 uur (UTC+1) | Thadée Cisowski 51' |       | 49' Ferenc Machos 86' Sándor Kocsis | Stade olympique Yves-du-Manoir, Colombes Toeschouwers: 59.457 Scheidsrechter: Cesare Jonni (ITA) |

|                                                                         |            |                                     |           |                                                                                |
| 14 oktober Vriendschappelijk № 340 «onderlinge duels» 14:30 uur (UTC+1) | Oostenrijk | 0 – 2                               | Hongarije | Prater-Stadion, Wenen Toeschouwers: 65.000 Scheidsrechter: Paul Wyssling (SUI) |
| 14 oktober Vriendschappelijk № 340 «onderlinge duels» 14:30 uur (UTC+1) |            | 26' Ferenc Puskás 65' Károly Sándor |           | Prater-Stadion, Wenen Toeschouwers: 65.000 Scheidsrechter: Paul Wyssling (SUI) |

### 1957
|                                                                         |                                         |       |                 |                                                                            |
| 12 juni WK 1958 kwalificatie № 341 «onderlinge duels» 19:00 uur (UTC+1) | Noorwegen                               | 2 – 1 | Hongarije       | Ullevaalstadion, Oslo Toeschouwers: 26.328 Scheidsrechter: Leo Helge (DEN) |
| 12 juni WK 1958 kwalificatie № 341 «onderlinge duels» 19:00 uur (UTC+1) | Harald Hennum 10' Kjell Kristiansen 78' |       | 43' Lajos Tichy | Ullevaalstadion, Oslo Toeschouwers: 26.328 Scheidsrechter: Leo Helge (DEN) |

|                                                                     |        |       |           |                                                                                 |
| 6 juni Vriendschappelijk № 342 «onderlinge duels» 18:00 uur (UTC+1) | Zweden | 0 – 0 | Hongarije | Råsundastadion, Solna Toeschouwers: 33.190 Scheidsrechter: Klaas Schipper (NED) |
| 6 juni Vriendschappelijk № 342 «onderlinge duels» 18:00 uur (UTC+1) |        |       |           | Råsundastadion, Solna Toeschouwers: 33.190 Scheidsrechter: Klaas Schipper (NED) |

|                                                                         |                                                     |       |                     |                                                                                 |
| 23 juni WK 1958 kwalificatie № 343 «onderlinge duels» 18:00 uur (UTC+2) | Hongarije                                           | 4 – 1 | Bulgarije           | Népstadion, Boedapest Toeschouwers: 60.000 Scheidsrechter: Maurice Guigue (FRA) |
| 23 juni WK 1958 kwalificatie № 343 «onderlinge duels» 18:00 uur (UTC+2) | Ferenc Machos 5', 14', 30' József Bozsik 52' (pen.) |       | 69' Georgi Dimitrov | Népstadion, Boedapest Toeschouwers: 60.000 Scheidsrechter: Maurice Guigue (FRA) |

|                                                                              |                |       |                          |                                                                                                   |
| 15 september WK 1958 kwalificatie № 344 «onderlinge duels» 15:30 uur (UTC+2) | Bulgarije      | 1 – 2 | Hongarije                | Vasil Levski Nationaal Stadion, Sofia Toeschouwers: 50.000 Scheidsrechter: Giorgio Bernardi (ITA) |
| 15 september WK 1958 kwalificatie № 344 «onderlinge duels» 15:30 uur (UTC+2) | Todor Diev 42' |       | 1', 33' Nándor Hidegkuti | Vasil Levski Nationaal Stadion, Sofia Toeschouwers: 50.000 Scheidsrechter: Giorgio Bernardi (ITA) |

|                                                                           |                      |       |                                          |                                                                                  |
| 22 september Vriendschappelijk № 345 «onderlinge duels» 16:30 uur (UTC+1) | Hongarije            | 1 – 2 | Sovjet-Unie                              | Népstadion, Boedapest Toeschouwers: 91.000 Scheidsrechter: Marcel Lequesne (FRA) |
| 22 september Vriendschappelijk № 345 «onderlinge duels» 16:30 uur (UTC+1) | Nándor Hidegkuti 26' |       | 7' Boris Tatoesjin 88' Edoeard Streltsov | Népstadion, Boedapest Toeschouwers: 91.000 Scheidsrechter: Marcel Lequesne (FRA) |

|                                                                        |                           |       |           |                                                                           |
| 6 oktober Vriendschappelijk № 346 «onderlinge duels» 15:00 uur (UTC+1) | Hongarije                 | 2 – 0 | Frankrijk | Népstadion, Boedapest Toeschouwers: 94.000 Scheidsrechter: Leo Horn (NED) |
| 6 oktober Vriendschappelijk № 346 «onderlinge duels» 15:00 uur (UTC+1) | Gusztáv Aspirány 45', 66' |       |           | Népstadion, Boedapest Toeschouwers: 94.000 Scheidsrechter: Leo Horn (NED) |

|                                                                             |                                                                                   |       |           |                                                                               |
| 10 november WK 1958 kwalificatie № 347 «onderlinge duels» 14:00 uur (UTC+1) | Hongarije                                                                         | 5 – 0 | Noorwegen | Népstadion, Boedapest Toeschouwers: 90.000 Scheidsrechter: Albert Dusch (FRG) |
| 10 november WK 1958 kwalificatie № 347 «onderlinge duels» 14:00 uur (UTC+1) | Károly Sándor 12' Lajos Csordás 20', 71' Ferenc Machos 69' Edgar Falch 75' (e.d.) |       |           | Népstadion, Boedapest Toeschouwers: 90.000 Scheidsrechter: Albert Dusch (FRG) |

|                                                                          |                     |       |           |                                                                                        |
| 22 december Vriendschappelijk № 348 «onderlinge duels» 14:00 uur (UTC+1) | West-Duitsland      | 1 – 0 | Hongarije | Niedersachsenstadion, Hannover Toeschouwers: 83.000 Scheidsrechter: Joop Martens (NED) |
| 22 december Vriendschappelijk № 348 «onderlinge duels» 14:00 uur (UTC+1) | Alfred Kelbassa 19' |       |           | Niedersachsenstadion, Hannover Toeschouwers: 83.000 Scheidsrechter: Joop Martens (NED) |

### 1958
|                                                                       |                                    |       |             |                                                                                     |
| 20 april Vriendschappelijk № 349 «onderlinge duels» 16:30 uur (UTC+1) | Hongarije                          | 2 – 0 | Joegoslavië | Népstadion, Boedapest Toeschouwers: 100.000 Scheidsrechter: Lucien Van Nuffel (BEL) |
| 20 april Vriendschappelijk № 349 «onderlinge duels» 16:30 uur (UTC+1) | Károly Sándor 15' Mihály Vasas 57' |       |             | Népstadion, Boedapest Toeschouwers: 100.000 Scheidsrechter: Lucien Van Nuffel (BEL) |

|                                                                    |                  |       |                   |                                                                              |
| 7 mei Vriendschappelijk № 350 «onderlinge duels» 19:45 uur (UTC+1) | Schotland        | 1 – 1 | Hongarije         | Hampden Park, Glasgow Toeschouwers: 54.900 Scheidsrechter: Jack Clough (ENG) |
| 7 mei Vriendschappelijk № 350 «onderlinge duels» 19:45 uur (UTC+1) | Jackie Mudie 14' |       | 54' Máté Fenyvesi | Hampden Park, Glasgow Toeschouwers: 54.900 Scheidsrechter: Jack Clough (ENG) |

| Wereldkampioenschap voetbal 1958 |
| -------------------------------- |

|                                                                   |                  |       |                  |                                                                                     |
| 8 juni WK 1958 Groep C № 225 «onderlinge duels» 19:00 uur (UTC+1) | Hongarije        | 1 – 1 | Wales            | Jernvallen, Sandviken Toeschouwers: 15.343 Scheidsrechter: José María Codesal (URU) |
| 8 juni WK 1958 Groep C № 225 «onderlinge duels» 19:00 uur (UTC+1) | József Bozsik 5' |       | 27' John Charles | Jernvallen, Sandviken Toeschouwers: 15.343 Scheidsrechter: José María Codesal (URU) |

|                                                                    |                      |       |                 |                                                                             |
| 12 juni WK 1958 Groep C № 352 «onderlinge duels» 19:00 uur (UTC+1) | Zweden               | 2 – 1 | Hongarije       | Råsundastadion, Solna Toeschouwers: 38.850 Scheidsrechter: Jack Mowat (SCO) |
| 12 juni WK 1958 Groep C № 352 «onderlinge duels» 19:00 uur (UTC+1) | Kurt Hamrin 34', 55' |       | 77' Lajos Tichy | Råsundastadion, Solna Toeschouwers: 38.850 Scheidsrechter: Jack Mowat (SCO) |

|                                                                    |                                                            |       |           |                                                                                 |
| 15 juni WK 1958 Groep C № 353 «onderlinge duels» 19:00 uur (UTC+1) | Mexico                                                     | 0 – 4 | Hongarije | Jernvallen, Sandviken Toeschouwers: 13.310 Scheidsrechter: Aarne Eriksson (FIN) |
| 15 juni WK 1958 Groep C № 353 «onderlinge duels» 19:00 uur (UTC+1) | 19', 46' Lajos Tichy 54' Károly Sándor 69' József Bencsics |       |           | Jernvallen, Sandviken Toeschouwers: 13.310 Scheidsrechter: Aarne Eriksson (FIN) |

|                                                                     |                 |       |                                     |                                                                                  |
| 17 juni WK 1958 Play-off № 354 «onderlinge duels» 19:00 uur (UTC+1) | Hongarije       | 1 – 2 | Wales                               | Råsundastadion, Solna Toeschouwers: 2.823 Scheidsrechter: Nikolay Latyshev (URS) |
| 17 juni WK 1958 Play-off № 354 «onderlinge duels» 19:00 uur (UTC+1) | Lajos Tichy 33' |       | 55' Ivor Allchurch 76' Terry Medwin | Råsundastadion, Solna Toeschouwers: 2.823 Scheidsrechter: Nikolay Latyshev (URS) |

|  |  |  |  |  |  |  |  |  |

|                                                                           |                         |       |                                                    |                                                                               |
| 14 september Vriendschappelijk № 355 «onderlinge duels» 15:00 uur (UTC+2) | Polen                   | 1 – 3 | Hongarije                                          | Śląskistadion, Chorzów Toeschouwers: 90.000 Scheidsrechter: Karol Galba (TCH) |
| 14 september Vriendschappelijk № 355 «onderlinge duels» 15:00 uur (UTC+2) | Béla Kárpáti 85' (e.d.) |       | 34' Lajos Csordás 60' Lajos Tichy 65' László Budai | Śląskistadion, Chorzów Toeschouwers: 90.000 Scheidsrechter: Karol Galba (TCH) |

|                                                                              |                                                                   |       |                  |                                                                                        |
| 28 september EK 1960 kwalificatie № 356 «onderlinge duels» 16:00 uur (UTC+3) | Sovjet-Unie                                                       | 3 – 1 | Hongarije        | Centraal Leninstadion, Moskou Toeschouwers: 100.572 Scheidsrechter: Alfred Grill (AUT) |
| 28 september EK 1960 kwalificatie № 356 «onderlinge duels» 16:00 uur (UTC+3) | Anatoli Iljin 4' Slava Metreveli 20' Valentin Kozmitsj Ivanov 32' |       | 84' János Göröcs | Centraal Leninstadion, Moskou Toeschouwers: 100.572 Scheidsrechter: Alfred Grill (AUT) |

|                                                                        |                                                                                  |       |                                             |                                                                                       |
| 5 oktober Vriendschappelijk № 357 «onderlinge duels» 15:00 uur (UTC+1) | Joegoslavië                                                                      | 4 – 4 | Hongarije                                   | Maksimirstadion, Zagreb Toeschouwers: 46.000 Scheidsrechter: Francesco Liverani (ITA) |
| 5 oktober Vriendschappelijk № 357 «onderlinge duels» 15:00 uur (UTC+1) | Branko Zebec 11' Aleksandar Petaković 59' Todor Veselinović 65' Branko Zebec 76' |       | 15', 71', 79' Károly Sándor 77' Lajos Tichy | Maksimirstadion, Zagreb Toeschouwers: 46.000 Scheidsrechter: Francesco Liverani (ITA) |

|                                                                         |                          |       |                                  |                                                                                      |
| 26 oktober Vriendschappelijk № 358 «onderlinge duels» 15:00 uur (UTC+2) | Roemenië                 | 1 – 2 | Hongarije                        | Stadionul 23 August, Boekarest Toeschouwers: 90.000 Scheidsrechter: Elmar Saar (URS) |
| 26 oktober Vriendschappelijk № 358 «onderlinge duels» 15:00 uur (UTC+2) | Constantin Dinulescu 30' |       | 72' Mihály Vasas 78' Lajos Tichy | Stadionul 23 August, Boekarest Toeschouwers: 90.000 Scheidsrechter: Elmar Saar (URS) |

|                                                                          |                                       |       |                    |                                                                              |
| 23 november Vriendschappelijk № 359 «onderlinge duels» 14:00 uur (UTC+1) | Hongarije                             | 3 – 1 | België             | Népstadion, Boedapest Toeschouwers: 60.000 Scheidsrechter: Leo Lemešić (YUG) |
| 23 november Vriendschappelijk № 359 «onderlinge duels» 14:00 uur (UTC+1) | János Göröcs 39' Lajos Tichy 63', 72' |       | 45' Karel Mallants | Népstadion, Boedapest Toeschouwers: 60.000 Scheidsrechter: Leo Lemešić (YUG) |

### 1959
|                                                                       |                                                      |       |             |                                                                                    |
| 19 april Vriendschappelijk № 360 «onderlinge duels» 16:30 uur (UTC+1) | Hongarije                                            | 4 – 0 | Joegoslavië | Népstadion, Boedapest Toeschouwers: 100.000 Scheidsrechter: Giulio Campanati (ITA) |
| 19 april Vriendschappelijk № 360 «onderlinge duels» 16:30 uur (UTC+1) | Károly Sándor 37' Lajos Tichy 53', 68' Tibor Pál 87' |       |             | Népstadion, Boedapest Toeschouwers: 100.000 Scheidsrechter: Giulio Campanati (ITA) |

|                                                                    |                                |       |                            |                                                                                         |
| 1 mei Vriendschappelijk № 361 «onderlinge duels» 16:00 uur (UTC+1) | Duitse Democratische Republiek | 0 – 1 | Hongarije 59' János Göröcs | Heinz-Steyer-Stadion, Dresden Toeschouwers: 50.000 Scheidsrechter: Leif Gulliksen (NOR) |
| 1 mei Vriendschappelijk № 361 «onderlinge duels» 16:00 uur (UTC+1) |                                |       |                            | Heinz-Steyer-Stadion, Dresden Toeschouwers: 50.000 Scheidsrechter: Leif Gulliksen (NOR) |

|                                                                      |                                        |       |                                          |                                                                                    |
| 28 juni Vriendschappelijk № 362 «onderlinge duels» 17:30 uur (UTC+1) | Hongarije                              | 3 – 2 | Zweden                                   | Népstadion, Boedapest Toeschouwers: 72.000 Scheidsrechter: Nikolay Khlopotin (URS) |
| 28 juni Vriendschappelijk № 362 «onderlinge duels» 17:30 uur (UTC+1) | Károly Sándor 3' János Göröcs 21', 53' |       | 61' Torbjörn Jonsson 78' Lennart Backman | Népstadion, Boedapest Toeschouwers: 72.000 Scheidsrechter: Nikolay Khlopotin (URS) |

|                                                                              |           |                  |             |                                                                              |
| 27 september EK 1960 kwalificatie № 363 «onderlinge duels» 15:30 uur (UTC+1) | Hongarije | 0 – 1            | Sovjet-Unie | Népstadion, Boedapest Toeschouwers: 78.481 Scheidsrechter: Jozef Kowal (POL) |
| 27 september EK 1960 kwalificatie № 363 «onderlinge duels» 15:30 uur (UTC+1) |           | 58' Iouri Voinov |             | Népstadion, Boedapest Toeschouwers: 78.481 Scheidsrechter: Jozef Kowal (POL) |

|                                                                         |                                       |       |                                                |                                                                               |
| 11 oktober Vriendschappelijk № 364 «onderlinge duels» 16:00 uur (UTC+1) | Joegoslavië                           | 2 – 4 | Hongarije                                      | JNA Stadion, Belgrado Toeschouwers: 53.000 Scheidsrechter: Cesare Jonni (ITA) |
| 11 oktober Vriendschappelijk № 364 «onderlinge duels» 16:00 uur (UTC+1) | Muhamed Mujić 12' Borivoje Kostić 15' |       | 4', 33', 69' Flórián Albert 82' Dezső Bundzsák | JNA Stadion, Belgrado Toeschouwers: 53.000 Scheidsrechter: Cesare Jonni (ITA) |

| |                                                               |       |             |                                                                                |
| 25 oktober Centraal-Europese Internationale Beker 1955-1960 № 365 «onderlinge duels» 14:00 uur (UTC+1) | Hongarije                                                     | 8 – 0 | Zwitserland | Népstadion, Boedapest Toeschouwers: 70.000 Scheidsrechter: Ivan Lukyanov (URS) |
| 25 oktober Centraal-Europese Internationale Beker 1955-1960 № 365 «onderlinge duels» 14:00 uur (UTC+1) | Göröcs 1', 79' Tichy 19', 28', 35', 66' Sándor 22' Albert 27' |       |             | Népstadion, Boedapest Toeschouwers: 70.000 Scheidsrechter: Ivan Lukyanov (URS) |

|                                                                         |                                                                  |       |                                       |                                                                             |
| 8 november Vriendschappelijk № 366 «onderlinge duels» 13:30 uur (UTC+1) | Hongarije                                                        | 4 – 3 | West-Duitsland                        | Népstadion, Boedapest Toeschouwers: 90.000 Scheidsrechter: Elmar Saar (URS) |
| 8 november Vriendschappelijk № 366 «onderlinge duels» 13:30 uur (UTC+1) | Lajos Tichy 13', 80' (pen.) Flórián Albert 47' Károly Sándor 48' |       | 72', 82' Uwe Seeler 89' Albert Brülls | Népstadion, Boedapest Toeschouwers: 90.000 Scheidsrechter: Elmar Saar (URS) |

| |                    |       |           |                                                                                                 |
| 29 november Centraal-Europese Internationale Beker 1955-1960 № 367 «onderlinge duels» 14:30 uur (UTC+1) | Italië             | 1 – 1 | Hongarije | Stadio Comunale Giovanni Berta, Florence Toeschouwers: 67.000 Scheidsrechter: Piet Roomer (NED) |
| 29 november Centraal-Europese Internationale Beker 1955-1960 № 367 «onderlinge duels» 14:30 uur (UTC+1) | Cervato 56' (pen.) |       | 50' Tichy | Stadio Comunale Giovanni Berta, Florence Toeschouwers: 67.000 Scheidsrechter: Piet Roomer (NED) |

UEFA: Albanië · België · Bulgarije · Denemarken · West-Duitsland · Duitse Democratische Republiek · Engeland · Finland · Frankrijk · Griekenland · Hongarije · Ierland · IJsland · Italië · Joegoslavië · Kroatië · Luxemburg · Malta · Nederland · Noord-Ierland · Noorwegen · Oostenrijk · Polen · Portugal · Roemenië · Saarland · Schotland · Sovjet-Unie · Spanje · Tsjecho-Slowakije · Turkije · Wales · Zweden · Zwitserland

AFC: Israël
MLSZ · A-internationals · Selecties · Bondscoaches · Hongaars vrouwenelftal · Olympisch elftal · Hongarije U21 · Hongarije U20 · Hongarije U19 · Hongarije U18 · Hongarije U17 · Hongarije U16
1902 – 1919 · 
1920 – 1929 · 
1930 – 1939 · 
1940 – 1949 · 
1950 – 1959 · 
1960 – 1969 · 
1970 – 1979 · 
1980 – 1989 · 
1990 – 1999 · 
2000 – 2009 · 
2010 – 2019 ·
2020 − 2029
EK's:
1964 · 
1972 · 
2016 ·
2020 ·
2024
WK's:
1934 · 
1938 · 
1954 · 
1958 · 
1962 · 
1966 · 
1978 · 
1982 · 
1986
OS:
1912 · 
1924 · 
1936 · 
1952 · 
1960 · 
1964 · 
1968 · 
1972 · 
1996
1902 · 
1903 · 
1904 · 
1905 · 
1906 · 
1907 · 
1908 · 
1909 · 
1910 · 
1911 · 
1912 · 
1913 · 
1914 · 
1915 · 
1916 · 
1917 · 
1918 · 
1919 · 
1920 · 
1921 · 
1922 · 
1923 · 
1924 · 
1925 · 
1926 · 
1927 · 
1928 · 
1929 · 
1930 · 
1931 · 
1932 · 
1933 · 
1934 · 
1935 · 
1936 · 
1937 · 
1938 · 
1939 · 
1940 · 
1941 · 
1942 · 
1943 · 
1944 · 
1945 · 
1946 · 
1947 · 
1948 · 
1949 · 
1950 · 
1952 · 
1952 · 
1953 · 
1954 · 
1955 · 
1956 · 
1957 · 
1958 · 
1959 · 
1960 · 
1961 · 
1962 · 
1963 · 
1964 · 
1965 · 
1966 · 
1967 · 
1968 · 
1969 · 
1970 · 
1971 · 
1972 · 
1973 · 
1974 · 
1975 · 
1976 · 
1977 · 
1978 · 
1979 · 
1980 · 
1981 · 
1982 · 
1983 · 
1984 · 
1985 · 
1986 · 
1987 · 
1988 · 
1989 · 
1990 · 
1991 · 
1992 · 
1993 · 
1994 · 
1995 · 
1996 · 
1997 · 
1998 · 
1999 · 
2000 · 
2001 · 
2002 · 
2003 · 
2004 · 
2005 · 
2006 · 
2007 · 
2008 · 
2009 · 
2010 · 
2011 · 
2012 · 
2013 · 
2014 · 
2015 ·
2016 ·
2017 ·
2018 ·
2019 ·
2020 ·
2021 ·
2022 ·
2023 ·
2024
Albanië ·
Algerije ·
Andorra · 
Antigua en Barbuda ·
Argentinië ·
Armenië ·
Australië ·
Azerbeidzjan ·
België ·
Bohemen ·
Bolivia ·
Bosnië en Herzegovina ·
Brazilië ·
Bulgarije ·
Canada ·
Chili ·
China ·
Colombia ·
Costa Rica ·
Cyprus ·
Denemarken ·
DDR ·
Duitsland ·
Egypte ·
El Salvador ·
Engeland ·
Estland ·
Faeröer ·
Finland ·
Frankrijk ·
Georgië ·
Griekenland ·
Ierland ·
IJsland ·
India ·
Iran ·
Israël ·
Italië ·
Ivoorkust ·
Japan ·
Joegoslavië ·
Jordanië ·
Kazachstan · 
Koeweit ·
Kosovo · 
Kroatië ·
Letland ·
Libanon ·
Liechtenstein ·
Litouwen ·
Luxemburg ·
Malta ·
Mexico ·
Moldavië ·
Montenegro ·
Nederland ·
Nederlands-Indië ·
Nieuw-Zeeland ·
Noord-Ierland ·
Noord-Macedonië ·
Noorwegen ·
Oekraïne ·
Oostenrijk ·
Paraguay ·
Peru ·
Polen ·
Portugal ·
Qatar ·
Roemenië ·
Rusland ·
San Marino ·
Saoedi-Arabië ·
Schotland ·
Servië ·
Slovenië ·
Slowakije ·
Sovjet-Unie ·
Spanje ·
Tsjechië ·
Tsjecho-Slowakije ·
Turkije ·
Uruguay ·
Verenigde Arabische Emiraten ·
Verenigde Staten ·
Verenigd Koninkrijk ·
Wales ·
Wit-Rusland ·
Zuid-Korea ·
Zweden ·
Zwitserland
Brazilië (1954) · 
Duitsland (2021) ·
Frankrijk (2021) · 
IJsland (2016) · 
Italië (1938) · 
Oostenrijk (2016) · 
Portugal (2021) · 
West-Duitsland (1954, 2)